# 紫河车

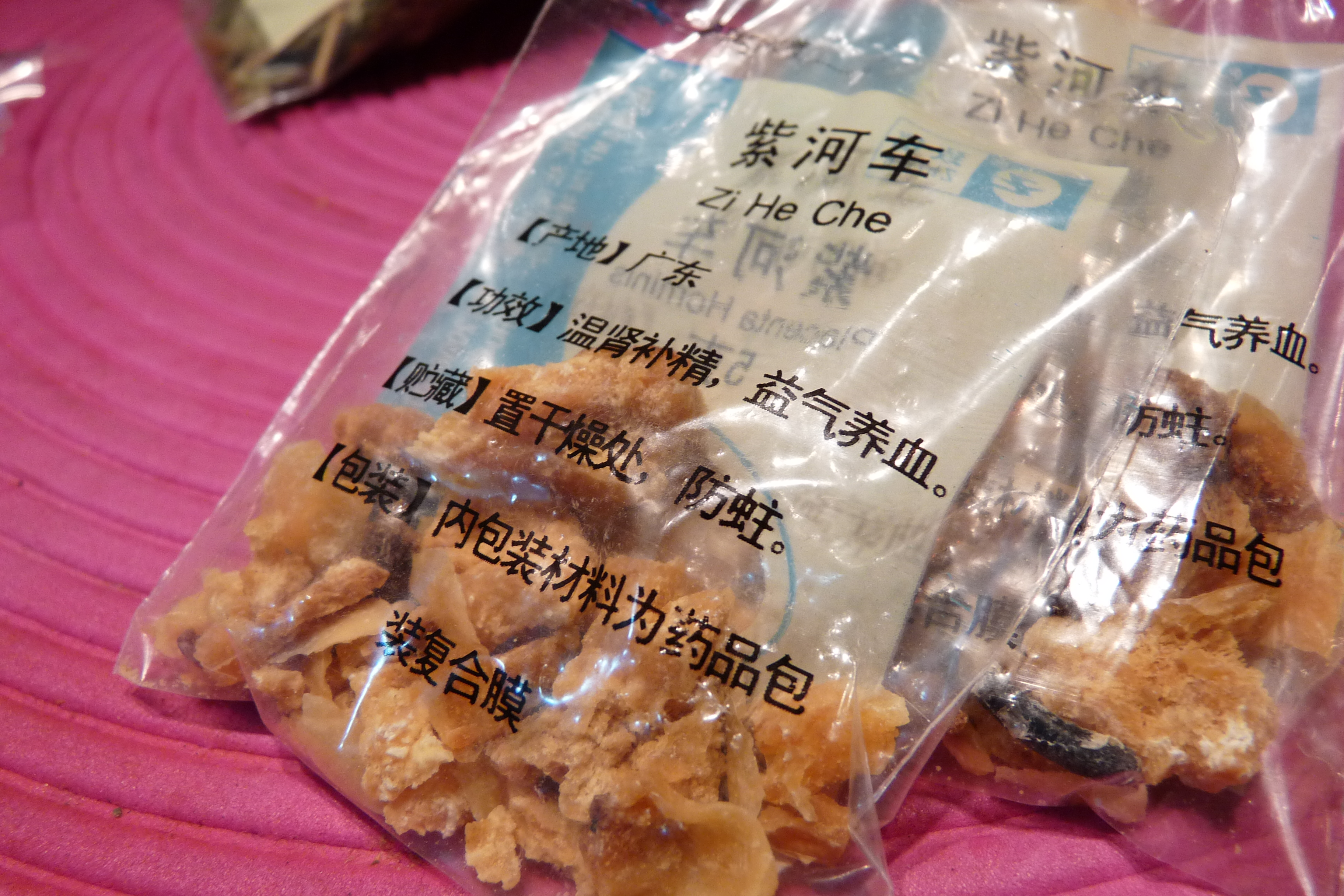
紫河车

紫河车，指人类的胎盘，剛娩出时为红色，稍為放置後转紫色，因此称为“紫河车”，在中藥裡被認為有益气养血、补肾益精之效。药性甘、鹹、温。除中國外，近年西方有意見認為服用紫河車，能防止產後抑鬱，但服用人類胎盤在不少文化中仍存在廣泛爭議，過去曾有中藥含有紫河車而被外國政府禁止在該國出售。在2015年，《中国药典》已将紫河車剔除。

## 记载
中國很早就有服用胞衣的風俗，彭乘《墨客揮犀》卷2：“桂州（桂林）婦人，產男孩者，取其胞衣，凈濯細切，五味煎調之，召至親者合宴置酒而啖。若不與者，必致忿爭。”謝肇淛《五雜俎》卷5“紫河車，欲得首胎生男者為佳。相傳胞衣為人取去，兒必不育，故中家以上，防收生嫗如防盜。然而嫗貪厚利，百計潛易以出，其功不過壯陽道、滋氣血而已，而忍於賊人之子。噫！媼不足責也，富貴之人亦獨何心哉！”中医认为，胎盘性味甘、鹹、温，入肺、心、肾经，有补肾益精，益气养血之功。《本草拾遗》言其“主气血羸瘦，妇人劳损，面黩皮黑，腹内诸病渐瘦悴者”。

## 使用情況

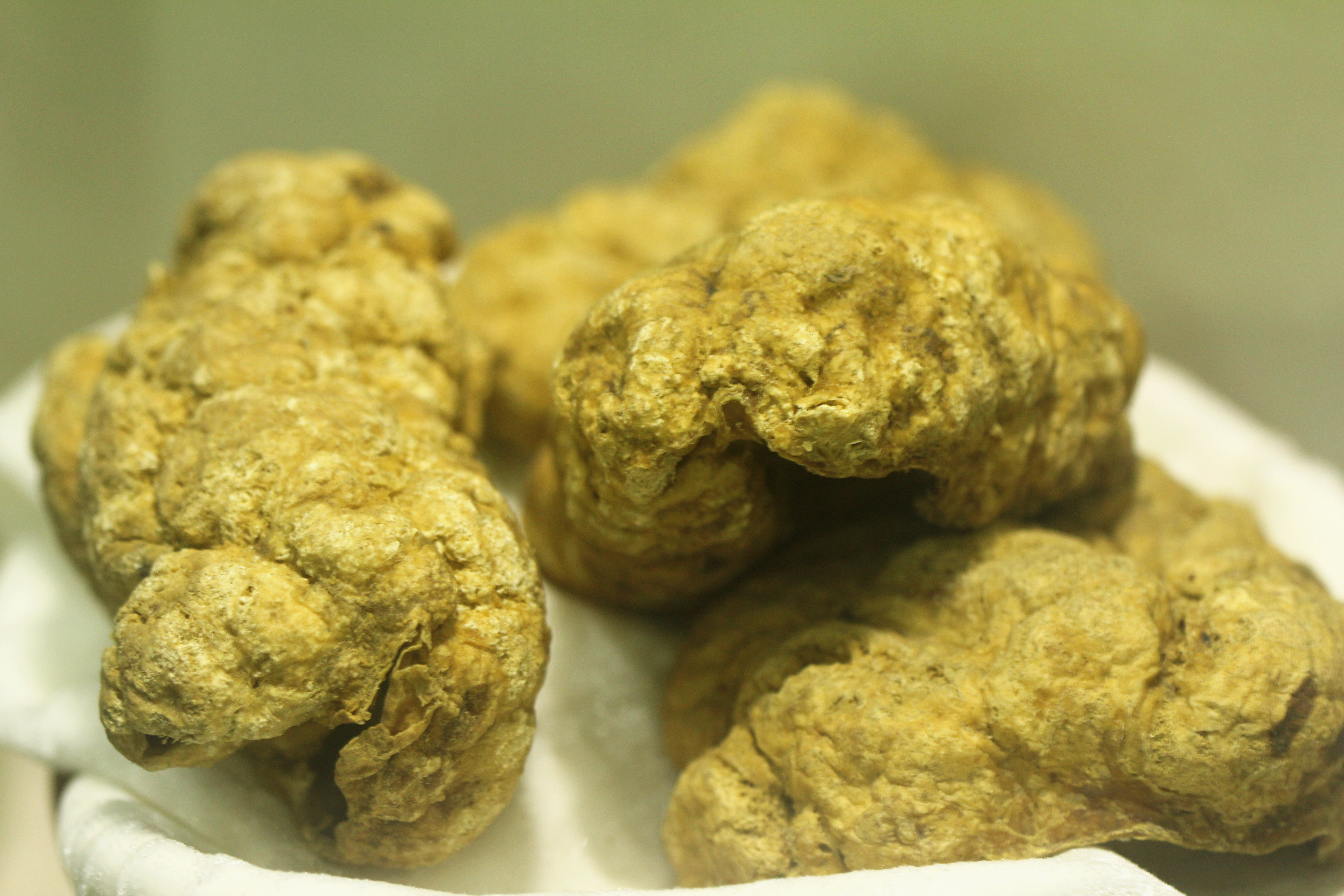
紫河车，摄于广州中医药大学中医药博物馆

由于产妇分娩后留下的胎盘在法律上属于医疗垃圾，中国大陆法律禁止医院妇产科未经产妇同意向外贩卖产妇胎盘，但仍經常有产科护士私自出售胎盘，售價約數百元一个。
中國有少數人提倡食用人類胎盤，坊間亦有不同菜譜，當中包括生吃，但食用人類胎盤在當地除了觸犯同类相食的禁忌外，生吃胎盤亦可能帶來感染疾病的風險，迄今並不獲主流社會認同。
意大利的Maremma地区亦曾有将人类或动物胎盘加入食物中，帮助产后母亲产奶的习俗。

## 製法
在中國，新鲜胎盘收集後，先放入清水中漂洗，剔除筋膜并挑破脐带周围的血管，挤出血液，反复漂洗数次，并轻轻揉洗至洁净为止，然后用细铁丝圈在里面绷紧，四周用线缝住，放入开水锅中煮至胎盘浮起时取出，剪去边上的羊膜，再置无烟的煤火上烘至起泡，质酥松即成。
取胎盘先以多量凉水泡约3小时，再换水洗3次，去净污物。另取花椒装入缝好的白布袋内扎好，放入锅内煮沸，再将胎盘置于花椒汤中，分批投入。煮约2～3分钟，及时捞出，放在盆中，加黄酒拌匀，置笼屉内蒸约半小时，取出晒干或烘干即得（每100个胎盘，用花椒4两、黄酒3斤）。
。

## 用处
现代中医研究认为，胎盘含蛋白质、糖、钙、维生素、免疫因子、女性激素、助孕酮、类固醇激素、促性腺激素、促肾上腺皮质激素等，能促进乳腺、子宫、阴道、睾丸的发育，对甲状腺也有促进作用，临床用于治疗子宫发育不全、子宫萎缩、子宫肌炎、机能性无月经、子宫出血、乳汁缺乏症等，均有显著疗效，对肺结核、支气管哮喘、贫血等亦有良效，研末口服或灌肠可预防麻疹或减轻症状。对门静脉性肝硬化腹水及血吸虫性晚期肝硬化腹水也有一定的疗效。
胎盘确实含有蛋白质、铁、类固醇激素等营养素和活性物质，经过蒸煮脱水后也有保留。西方这样做的产妇大部分认为吃自己的胎盘可以防止产后抑郁、增加产奶，但现有较严谨的（西方）临床实验未发现和安慰剂有区别。孕妇常有缺铁，缺铁可能引发产后抑郁。但是常见推荐每日食用三克冻干粉的做法只能满足一日所需铁的四分之一，临床上相比照常吃牛肉不能起到特别的补铁效果。